# Tryssogobius colini
Tryssogobius colini és una espècie de peix de la família dels gòbids i de l'ordre dels perciformes.

## Morfologia
- Els mascles poden assolir 3,3 cm de longitud total.[3]

## Hàbitat
És un peix marí, de clima subtropical i associat als esculls de corall que viu entre 27-82 m de fondària.

## Distribució geogràfica
Es troba al Pacífic occidental: des de les Illes Ryukyu fins a Sabah i Papua Nova Guinea.

## Observacions
És inofensiu per als humans.